# Roger-Pol Droit

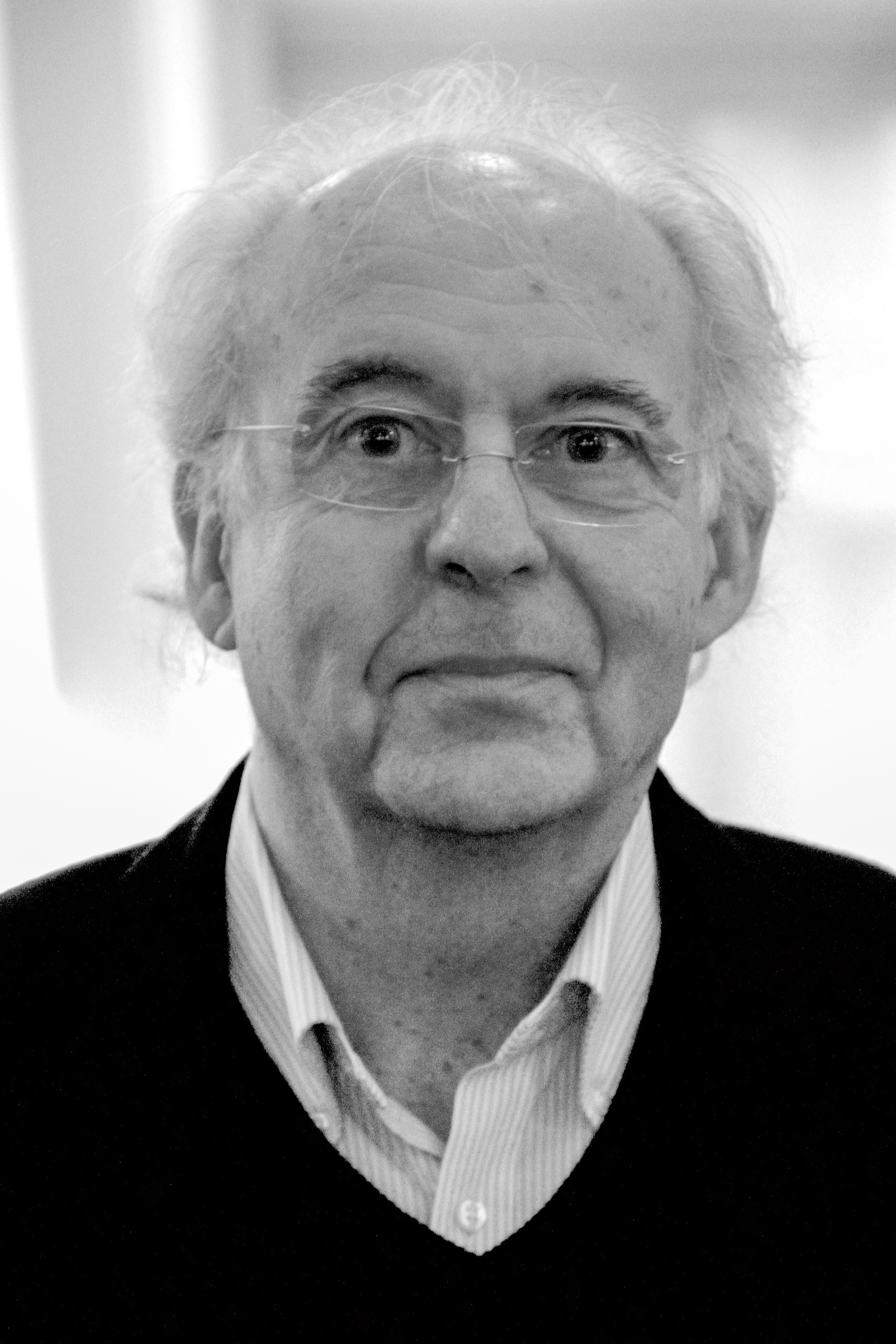
Roger-Pol Droit

Roger-Pol Droit (* 1949) ist ein französischer Journalist und Philosoph.

## Leben
Als Student der École normale supérieure Lettres et sciences humaines in Saint-Cloud (1969–73) wird Droit im Alter von 23 Jahren Redakteur bei der Tageszeitung Le Monde und liefert bis in die Gegenwart regelmäßig Beiträge, insbesondere für Le Monde des Livres. Von 1978 bis 1989 ist er als Philosophielehrer tätig, von 1986 bis 1989 auch als Directeur de programme am Collège international de philosophie, seit 1989 als Mitarbeiter verschiedener Forschungsprojekte des CNRS. 1998 wird er zum Docteur d’État in Philosophie der Sorbonne promoviert, 2008 wird ihm die Habilitation à diriger des recherches (Befähigung zur Leitung von Forschungsprojekten) an der École des Hautes Études en Sciences Sociales verliehen. Seit 2005 ist er Directeur de séminaire am Institut de Sciences Politiques in Paris.
Darüber hinaus ist er Schöpfer des Forum Le Monde-Le Mans, das von 1989 bis 1995 hochrangige Diskutanten zu einer ganzen Reihe kulturwissenschaftlicher Themen zusammenführte und in sieben Bänden dokumentiert wurde. Seit 2003 ist er ferner Mitarbeiter der Tageszeitung Le Point. Von 1994 bis 1999 fungierte er als Berater des Directeur général der UNESCO in philosophischen Fragen, seit März 2008 ist er Mitglied des Comité National Consultatif d’Ethique pour les sciences de la vie.
Seine Forschungsarbeit bezieht sich auf die Darstellung „der Anderen“ als Philosophen bzw. Nichtphilosophen in der Vorstellung okzidentaler Denker (« les représentations des autres, particulièrement en tant qu’ils sont considérés comme philosophes ou non-philosophes, dans l’imaginaire des penseurs occidentaux »). Ausgangsthema ist die trotz Schopenhauer und Nietzsche ausbleibende Rezeption des buddhistischen Denkens in der westlichen Philosophie (« La découverte du bouddhisme et la philosophie européenne (1820–1890) »). Daran schließt sich das zweite Forschungsprojekt an, die okzidentale Darstellung der Barbaren (« la représentation occidentale des barbares »).
Darüber hinaus hat sich Droit einer Vielzahl philosophischer und publizistischer Themen gewidmet und erfolgreiche Bücher für ein breites Publikum verfasst.
Für seine Verdienste wurde Droit im November 2004 zum Chevalier de la Légion d’Honneur erhoben.

## Auswahlbibliographie
Originalausgaben
- Les héros de la sagesse, Plon, 2009.
- Philosophies d'ailleurs (sous la direction de Roger-Pol Droit), volume 1 : Les pensées indiennes, chinoises et tibétaines, volume 2 : Les pensées hébraïques, arabes, persanes et égyptiennes, Éditions Hermann, 2009.
- L'oubli de l'Inde, une amnésie philosophique, Presses universitaires de France, Paris, 1989, Neuaufl. Le Seuil, „Points“ series, Paris, 2004.
- Le culte du néant, les philosophes et le Bouddha, Le Seuil, Paris, 1997, Neuaufl. Reihe „Points“, Paris, 2004.
- Les religions expliquées à ma fille, Le Seuil, Paris, 2000.
- 101 expériences de philosophie quotidienne, Odile Jacob, Paris, 2001 (Essay-Preis der France Télévision, 2001).
- La compagnie des contemporains, Odile Jacob, Paris 2002
- Dernières nouvelles des choses, Une expérience philosophique, Odile Jacob, Paris, 2003. ISBN 2-7381-1333-8.
- La philosophie expliquée à ma fille, Le Seuil, Paris, 2004.
- Votre vie sera parfaite, Gourous et charlatans, Odile Jacob, Paris, 2005.
- Un si léger cauchemar, Flammarion, Paris, 2007.
- L'Occident expliqué à tout le monde, Le Seuil, Paris, 2008.

Übersetzungen
- Fünf Minuten Ewigkeit. 101 philosophische Alltagsexperimente, Wilhelm Heyne Verlag GmbH & Co, München, 2004, ISBN 3-453-87891-4
- Wie ich meiner Tochter die Philosophie erkläre, Hoffmann u Campe Vlg GmbH, 2006, ISBN 3-455-09523-2
- Glücksmacher. Von Gurus und Scharlatanen, Hoffmann u Campe Vlg GmbH, 2007, ISBN 3-455-01565-4